# コノルフィンゲン
コノルフィンゲン（独: Konolfingen）は、スイスのベルン州にある基礎自治体（ゲマインデ）。

## 歴史
1148年にChonolfingenとして初めて文献に見える。ゲマインデとしては新しく、1933年にギーセンシュタインとスタルデンの合併で生まれた。

## 地理
総面積は12.79平方キロ（2009年）で、このうち8.48平方キロ（66.3%）が農地、2.44平方キロ（19.1%）が森林。1.85平方キロ（14.5%）が開拓地（人工物ないし道路）、0.01平方キロ（0.1%）が水域（河川ないし湖沼）である。
より詳しい内訳は、開拓地では住宅地が全体の8.4%、交通インフラが同3.8%。森林では原生林が全体の18.5%。農地では田畑が全体の24.6%、果樹園が同2.3%、水域はすべて河川で占められる。
標高650mに位置することからしばしば「エメンタールの玄関口」と称される。
市街はコノルフィンゲン＝ドルフとシュタルデンの中間にある。ゲマインデにはギーセンシュタイン、ヘロルフィンゲン、ヒュルンベルク、ウルセーレン、バレンビュール、ヘッチゲンの各村落が含まれる。特定の村落に属しない世帯もいる。

## 人口統計
| 年     | 人口   |
| ------ | ------ |
| 1941年 | 3343人 |
| 1950年 | 3656人 |
| 2000年 | 4606人 |

総人口は4763人（2010年末現在）である。外国籍の人々の割合は、2007年時点で7.5%であった。過去十年間における人口増加率は6.8%となっている。2000年の調査によると、人口の92.9%がドイツ語を母語としており、これにイタリア語の1.3%、アルバニア語の1.0%が続いた。
直近の2007年の選挙で最も票を集めたのは国民党で、投票総数の39.4%が流れた。以下、社会民主党（17%）、自由民主党（11.3%）、キリスト教社会党（10.4%）の順に続いた。
2000年の世代別人口構成は19歳以下が23.4%、20歳から64歳までが59.8%、64歳以上が16.7%であった。25歳から64歳までの住民のうち、高等教育を修了していたのは75.2%であった。
失業率は1.13%。産業部門別では第一次産業の73事業所に225人が、第二次産業の50事業所に803人が、第三次産業の142事業所に1299人が2005年の時点で雇用されている。